# Ophisma nobilis
Ophisma nobilis là một loài bướm đêm trong họ Erebidae.